# 300 Spartanaca
300 Spartanaca (eng. The 300 Spartans) je američki ratni, akcijski i povijesni film iz 1962. godine, koji opisuje Termopilsku bitku. Film, koji je pravljen u suradnji s grčkom vladom, je sniman u selu Perachora, koje se nalazi na Peloponezu. Glavne uloge u filmu tumače: Richard Egan kao spartanski kralj Leonid, Ralph Richardson kao Temistoklo i David Farrar kao perzijski kralj Kserkso, te Diane Baker kao Ellas i Barry Coe kao Phylon, koji ovome filmu dodaju elemente romantike.

## Radnja
Radnja u filmu se temelji na Termopilskoj bitci, tj. na borbi između 300 grčkih Spartanaca i perzijske vojske, gotovo beskonačnog broja. U filmu, unatoč svojim izgledima, Spartanci ne žele bježati niti se predavati brojčano daleko nadmoćnijem neprijatelju, čak iako to znači njihovu sigurnu smrt.

## Glavne uloge
- Richard Egan kao kralj Leonida I.
- Ralph Richardson kao Temistoklo
- Diane Baker kao Ellas
- Barry Coe kao Phylon
- David Farrar kao Kserkso I.

## Tonovi Hladnog rata
Film je ostao zapamćen po svojim hladnoratovskim tonovima,  koji su ostvareni konstantnim oslovljavanjem nezavisne grčke države kao "jedinog preostalog utočišta slobode u tada znanom svijetu", koje se suprotstavilo perzijskoj ropskoj vojsci. Iako, povijesno gledano, u staroj Grčkoj je također postojalo ropstvo, koje je bilo tek ušminkano uvođenjem oslobođenih robova u spartansku vojsku.

## Utjecaj
Frank Miller, koji je još kao dječak pogledao ovaj film, kaže da mu je on "promijenio tijek kreativnog života". Naime, njegov grafički roman 300, također govori o Termopilskoj bitci. Uz to također treba spomenuti kako upravo taj grafički roman, a time i ovaj film, predstavlja temelj na kojem je izgrađen film 300 iz 2007. godine.

## Vanjske poveznice
- 300 Spartanaca u internetskoj bazi filmova IMDb-a
- 300 Spartanaca[neaktivna poveznica] na All Movie Guide Profileu